# Поверхностная гравитация
Поверхностная гравитация (англ. surface gravity) — ускорение свободного падения, испытываемое на поверхности астрономического или иного объекта. Поверхностную гравитацию можно рассматривать как ускорение вследствие притяжения, испытываемое гипотетической пробной частицей, находящейся вблизи поверхности объекта и обладающей пренебрежимо малой массой, чтобы не вносить возмущения.
Поверхностная гравитация измеряется в единицах ускорения, которые в системе СИ равны м/с2. Иногда её удобно выражать в единицах земного ускорения свободного падения  g = 9,80665 м/с2. В астрофизике поверхностную гравитацию иногда выражают в виде  lg g, который представляет собой десятичный логарифм от значения ускорения, выраженного в системе единиц СГС, в которой ускорение измеряется в см/с2. Следовательно, поверхностная гравитация Земли в системе СГС равна  980,665 см/с2, а десятичный логарифм этой величины равен 2,992.
Гравитация на поверхности белого карлика очень сильна, а для нейтронных звёзд она ещё сильнее. Компактность нейтронной звезды приводит к тому, что для неё поверхностная гравитация составляет около 7·1012 м/с2, типичные значения имеют порядок 1012 м/с2, что в 100 000 000 000 раз превышает значение земной поверхностной гравитации. При этом скорость убегания с поверхности нейтронной звезды имеет порядок 105 км/с (треть скорости света).

## Масса, радиус и поверхностная гравитация
| Название | Поверхностная гравитация |
| -------- | ------------------------ |
| Солнце   | 28,02g                   |
| Меркурий | 0,38g                    |
| Венера   | 0,904g                   |
| Земля    | 1,00g                    |
| Луна     | 0,1654g                  |
| Марс     | 0,376g                   |
| Фобос    | 0,0005814g               |
| Деймос   | 0,000306g                |
| Церера   | 0,0275g                  |
| Юпитер   | 2,53g                    |
| Ио       | 0,183g                   |
| Европа   | 0,134g                   |
| Ганимед  | 0,15g                    |
| Каллисто | 0,126g                   |
| Сатурн   | 1,07g                    |
| Титан    | 0,14g                    |
| Энцелад  | 0,0113g                  |
| Уран     | 0,89g                    |
| Нептун   | 1,14g                    |
| Тритон   | 0,0797g                  |
| Плутон   | 0,067g                   |
| Эрида    | 0,0677g                  |
| 67P-CG   | 0,000017g                |

В теории гравитации Ньютона сила притяжения, создаваемая объектом, пропорциональна его массе: объект с вдвое большей массой создаёт вдвое большую силу. Сила притяжения в теории Ньютона обратно пропорциональна квадрату расстояния, поэтому удалившийся на вдвое большее расстояние объект создаёт в четыре раза меньшую силу. По аналогичному закону изменяется с расстоянием освещённость, создаваемая точечным источником.
Крупный объект, такой как планета или звезда, обычно имеет круглую форму вследствие достижения гидростатического равновесия (все точки на поверхности обладают одинаковой гравитационной потенциальной энергией). На малых масштабах более высокие области подвергаются эрозии, а осыпающееся вещество откладывается на более низких областях. На больших масштабах планета или звезда целиком деформируется до момента достижения равновесия. Для большинства небесных тел результатом является то, что рассматриваемую планету или звезду можно считать почти идеальной сферой в случае малой скорости вращения. Для молодых массивных звёзд экваториальная скорость вращения может достигать 200 км/с и более, что может приводить к значительной сплюснутости. Примерами таких быстро вращающихся звёзд являются Ахернар, Альтаир, Регул A и Вега.
Тот факт, что многие крупные небесные тела имеют почти шарообразную форму, позволяет относительно несложно вычислять их поверхностную гравитацию. Сила притяжения вне сферически симметричного тела равна силе притяжения точечного тела той же массы, помещённого в центр исходного тела, что было доказано И. Ньютоном. Следовательно, поверхностная гравитация планеты или звезды данной массы примерно обратно пропорциональна квадрату радиуса, а поверхностная гравитация планеты или звезды с заданной средней плотностью приблизительно пропорциональна радиусу. Например, недавно открытая планета Глизе 581 c превосходит Землю по массе в 5 раз, но маловероятно, что поверхностная гравитация также в 5 раз превосходит земную. Если масса данной планеты превосходит земную не более, чем в 5 раз и планета является каменистой с крупным железным ядром, то её радиус примерно на 50% больше земного. Гравитация на подобной планете приблизительно в 2,2 раза будет превышать земную. Если же планета ледяная или водная, то радиус вдвое может превышать радиус Земли, вследствие чего гравитация на поверхности превысит земную не более чем в 1,25 раза.
Указанные выше пропорциональности можно выразить формулой
{\displaystyle g={\frac {m}{r^{2}}},}
где g равно поверхностной гравитации, выраженной в единицах ускорения свободного падения для поверхности Земли,  m равно массе объекта в единицах массы Земли (5,976·1024 кг),  r равно радиусу объекта, выраженному в единицах среднего радиуса Земли  (6371 км). Например, Марс имеет массу  6,4185·1023 кг = 0,107 массы Земли и средний радиус 3390 км = 0,532 радиуса Земли. Тогда поверхностная гравитация Марса равна
{\displaystyle {\frac {0,107}{0,532^{2}}}=0,38}
в единицах значения для Земли. Если не использовать Землю в качестве тела отсчёта, то поверхностную гравитацию можно определять напрямую из закона всемирного тяготения: 
{\displaystyle g={\frac {GM}{r^{2}}},}
где M — масса объекта,  r — его радиус,  G — гравитационная постоянная. Если ρ = M/V показывает среднюю плотность объекта, то выражение можно переписать в виде
{\displaystyle g={\frac {4\pi }{3}}G\rho r,}
поэтому для фиксированной средней плотности поверхностная гравитация g пропорциональна радиусу r.
Поскольку гравитация обратно пропорциональна квадрату расстояния, то космическая станция на высоте 400 км над поверхностью Земли испытывает почти такую же силу притяжения, как и мы на поверхности Земли. Причина, по которой космическая станция не падает на землю, состоит не в том, что на неё не действует притяжение, а в том, что станция находится на орбите в свободном падении.

## Объекты, не являющиеся сферически-симметричными
Большинство астрономических объектов не являются абсолютно сферически-симметричными. Одной из причин является то, что данные объекты обычно вращаются, то есть на их форму оказывают совместное влияние сила притяжения и центробежная сила, вследствие чего звёзды и планеты приобретают сплюснутую форму. На экваторе при этом поверхностная гравитация будет меньше, чем на полюсе. Данное явление использовал Хол Клемент в новелле «Экспедиция „Тяготение“», в которой упоминается массивная быстро вращающаяся планета, на которой гравитация на полюсах значительно превышала гравитацию на экваторе.
Поскольку распределение внутреннего вещества объекта может отклоняться от симметричной модели, то мы можем использовать поверхностную гравитацию для получения сведений о внутреннем строении объекта. В 1915-1916 годах на основе данного вывода по методу Лоранда Этвёша осуществлялся поиск нефти около города Гбелы в Словакии., стр. 1663;, стр. 223. В 1924 году аналогичный метод использовался для уточнения положения нефтяных полей Nash Dome в Техасе., стр. 223.
Иногда полезно вычислять поверхностную гравитацию простых гипотетических объектов, которые не встречаются в природе. Поверхностная гравитация бесконечных плоскостей, трубок, тонких оболочек и других нереалистичных фигур может использоваться при построении моделей гравитации реальных объектов.

## Поверхностная гравитация чёрной дыры
В теории относительности ньютоновское понятие ускорения перестаёт быть чётко определённым. Для чёрной дыры  поверхностную гравитацию нельзя определить как ускорение, испытываемое пробным телом на поверхности объекта, поскольку на горизонте событий ускорение стремится к бесконечности. Обычно используется понятие местного собственного ускорения (стремится к бесконечности вблизи горизонта событий), умноженного на коэффициент, связанный с  гравитационным замедлением времени (стремится к нулю вблизи горизонта событий). 
При рассмотрении поверхностной гравитации чёрной дыры следует определить понятие, аналогичное случаю ньютоновской поверхностной гравитации. Гравитация на поверхности чёрной дыры в общем случае определяется плохо. Можно определить поверхностную гравитацию для чёрной дыры, горизонт событий которой является горизонтом Киллинга.
Для случая статического горизонта Киллинга поверхностная гравитация {\displaystyle \kappa } представляет собой ускорение, необходимое для удержания объекта на горизонте событий. Если  {\displaystyle k^{a}}  представляет нормированный вектор Киллинга, то поверхностная гравитация определяется как 
{\displaystyle k^{a}\,\nabla _{a}k^{b}=\kappa k^{b},}
уравнение записывается для горизонта. Для статичного и асимптотически плоского пространства-времени нормализацию следует выбирать так, чтобы  {\displaystyle k^{a}k_{a}\rightarrow -1} при {\displaystyle r\rightarrow \infty }, а также {\displaystyle \kappa \geq 0}.
Для решения Шварцшильда мы принимаем такое {\displaystyle k^{a}}, что {\displaystyle k^{a}\partial _{a}={\frac {\partial }{\partial t}}}, для решения Керра — Ньюмена мы принимаем {\displaystyle k^{a}\partial _{a}={\frac {\partial }{\partial t}}+\Omega {\frac {\partial }{\partial \varphi }}}, где {\displaystyle \Omega } показывает угловую скорость.

### Решение Шварцшильда
Поскольку {\displaystyle k^{a}} является вектором Киллинга, то  {\displaystyle k^{a}\,\nabla _{a}k^{b}=\kappa k^{b}} соответствует {\displaystyle -k^{a}\,\nabla ^{b}k_{a}=\kappa k^{b}}. В координатах {\displaystyle (t,r,\theta ,\varphi )} {\displaystyle k^{a}=(1,0,0,0)}. Переход к системе координат Эддингтона-Финкельштейна {\displaystyle v=t+r+2M\ln |r-2M|} приводит к виду метрики
{\displaystyle ds^{2}=-\left(1-{\frac {2M}{r}}\right)\,dv^{2}+2\,dv\,dr+r^{2}\left(d\theta ^{2}+\sin ^{2}\theta \,d\varphi ^{2}\right).}
В общем случае изменения системы координат вектор Киллинга преобразуется как  {\displaystyle k^{v}=A_{t}^{v}k^{t}}, что даёт вектора s {\displaystyle k^{a'}=(1,0,0,0)} и {\displaystyle k_{a'}=\left(-1+{\frac {2M}{r}},1,0,0\right).}
Если b = v для {\displaystyle k^{a}\,\nabla _{a}k^{b}=\kappa k^{b}}, то получаем дифференциальное уравнение {\displaystyle -{\frac {1}{2}}{\frac {\partial }{\partial r}}\left(-1+{\frac {2M}{r}}\right)=\kappa .}
Следовательно, поверхностная гравитация для решения Шварцшильда при массе  {\displaystyle M} равна {\displaystyle \kappa ={\frac {1}{4M}}.}

### Решение Керра
Поверхностная гравитация для незаряженной вращающейся чёрной дыры равна
{\displaystyle \kappa =g-k,}
где {\displaystyle g={\frac {1}{4M}}} является поверхностной гравитацией решения Шварцшильда, {\displaystyle k:=M\Omega _{+}^{2}}, {\displaystyle \Omega _{+}} равна угловой скорости у горизонта событий. Данное выражение приводит к температуре Хокинга  {\displaystyle 2\pi T=g-k}.

### Решение Керра — Ньюмена
Поверхностная гравитация для решения Керра — Ньюмена равна
{\displaystyle \kappa ={\frac {r_{+}-r_{-}}{2(r_{+}^{2}+a^{2})}}={\frac {\sqrt {M^{2}-Q^{2}-J^{2}/M^{2}}}{2M^{2}-Q^{2}+2M{\sqrt {M^{2}-Q^{2}-J^{2}/M^{2}}}}},}
где {\displaystyle Q} — электрический заряд, {\displaystyle J} — угловой момент,  {\displaystyle r_{\pm }:=M\pm {\sqrt {M^{2}-Q^{2}-J^{2}/M^{2}}}} — расположение двух горизонтов,   {\displaystyle a:=J/M}.

### Динамические чёрные дыры
Поверхностная гравитация для стационарных чёрных дыр определяется, поскольку все стационарные чёрные дыры обладают горизонтом Киллинга. Недавно были предприняты попытки определения поверхностной гравитации динамических чёрных дыр, чьё пространство-время не является полем Киллинга. На протяжении нескольких лет различными авторами предлагались разные варианты определения. На настоящий момент нет окончательного решения о справедливости каких-либо из определений.